# Picador
Picador – kabaret literacki działający w Warszawie, w Kawiarni Poetów Pod Pikadorem przy ul. Nowy Świat. Kabaret powstał w listopadzie 1918 i działał w jeszcze w 1919 roku. Wśród założycieli byli: Jarosław Iwaszkiewicz, Kazimierz Wierzyński, Jan Lechoń, Antoni Słonimski i Julian Tuwim. Związany był z grupą poetycką Skamander.